# لسکووتس (ناحیه وستین)
لسکووتس (به چکی: Leskovec) یک منطقهٔ مسکونی در جمهوری چک است که در ناحیه وستین واقع شده‌است. لسکووتس ۹٫۸۵ کیلومتر مربع مساحت و ۶۶۸ نفر جمعیت دارد و ۳۷۵ متر بالاتر از سطح دریا واقع شده‌است.